# Lethocerus deyrollei
Lethocerus deyrollei — вид велетенських водних клопів родини Belostomatidae.

## Поширення
Вид поширений на сході Індокитаю та Китаю, в Кореї, Японії та Амурській області Росії.

## Опис
Тіло завдовжки 48-65 мм.

## Спосіб життя
Мешкають у прісних стоячих водоймах. Активні нічні хижаки. Полюють на великих комах, дрібних риб, земноводних та плазунів. Яйця відкладають на землі неподалік водойми. Самець охороняє та зволожує кладку до вилуплення дитинчат.